# Saint-Laurent-sur-Mer
Pour les articles homonymes, voir Saint-Laurent.
Saint-Laurent-sur-Mer est une commune française, située dans le département du Calvados en région Normandie, peuplée de 262 habitants (les Saint-Laurentais).

## Géographie
Saint-Laurent-sur-Mer est une commune littorale de la mer de la Manche, située dans le pays du Bessin, à 17 kilomètres de Bayeux. Couvrant 390 hectares, son territoire est le moins étendu du canton de Trévières.
| Vierville-sur-Mer                             | Mer de la Manche                              | Mer de la Manche   |
| Vierville-sur-Mer                             | Saint-Laurent-sur-Mer                         | Colleville-sur-Mer |
| Formigny La Bataille (comm. dél. de Formigny) | Formigny La Bataille (comm. dél. de Formigny) | Colleville-sur-Mer |

### Hydrographie
La commune est située dans le bassin Seine-Normandie. Elle est drainée par le fossé 01 de la commune de Saint-Laurent-sur-Mer,.

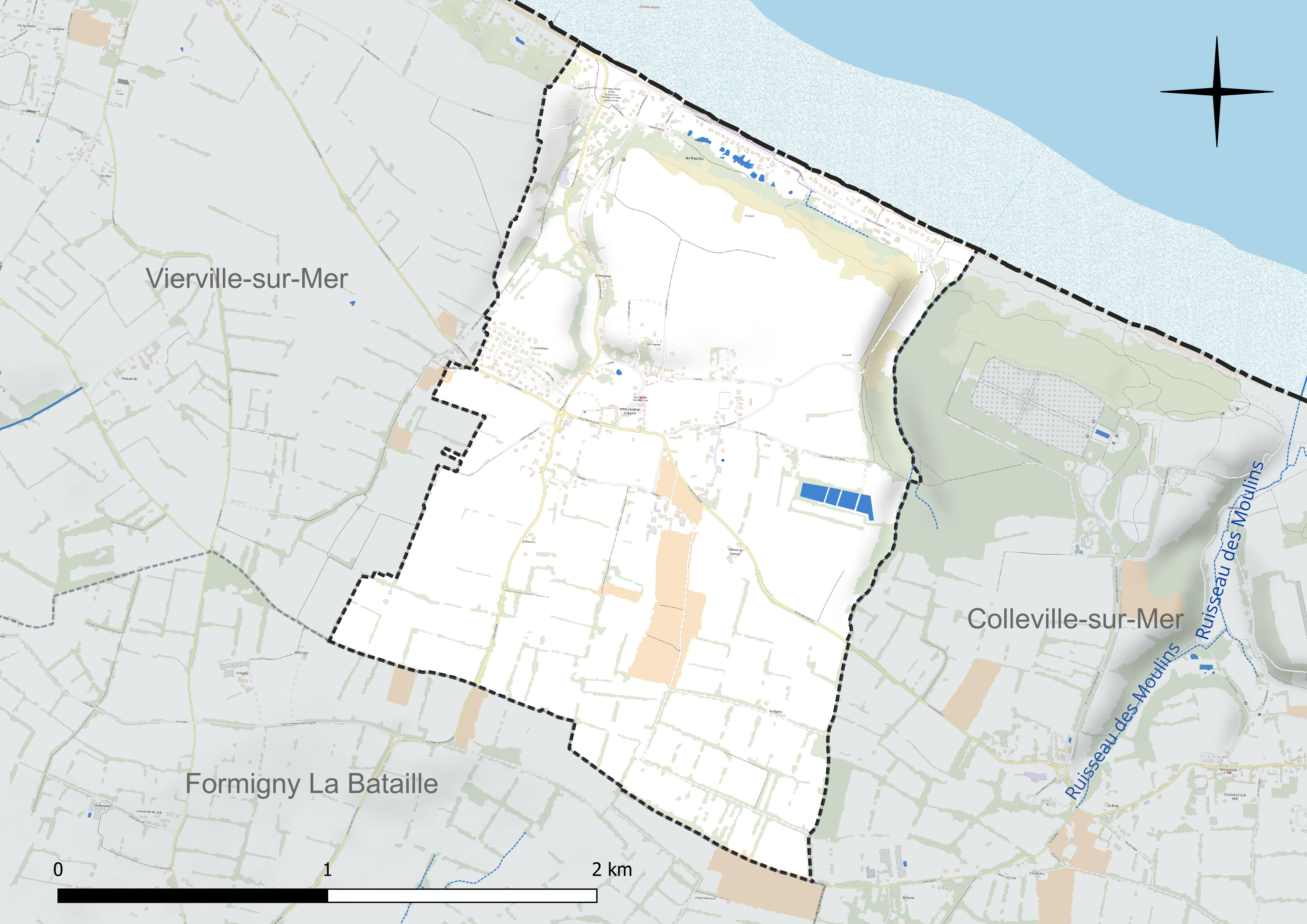
Réseau hydrographique de Saint-Laurent-sur-Mer.

### Climat
Pour des articles plus généraux, voir Climat de la Normandie et Climat du Calvados.
En 2010, le climat de la commune est de type climat océanique franc, selon une étude du CNRS s'appuyant sur une série de données couvrant la période 1971-2000. En 2020, Météo-France publie une typologie des climats de la France métropolitaine dans laquelle la commune est exposée à un climat océanique et est dans la région climatique  Normandie (Cotentin, Orne), caractérisée par une pluviométrie relativement élevée (850 mm/a) et un été frais (15,5 °C) et venté. Parallèlement le GIEC normand, un groupe régional d'experts sur le climat, différencie quant à lui, dans une étude de 2020, trois grands types de climats pour la région Normandie, nuancés à une échelle plus fine par les facteurs géographiques locaux. La commune est, selon ce zonage, exposée à un « climat maritime », correspondant au Cotentin et à l'ouest du département de la Manche, frais, humide et pluvieux, où les contrastes pluviométrique et thermique sont parfois très prononcés en quelques kilomètres quand le relief est marqué.
Pour la période 1971-2000, la température annuelle moyenne est de 10,7 °C, avec  une amplitude thermique annuelle de 11,4 °C. Le cumul annuel moyen de précipitations est de 868 mm, avec 12,8 jours de précipitations en janvier et 7,8 jours en juillet. Pour la période 1991-2020, la température moyenne annuelle observée sur la station météorologique la plus proche, située sur la commune de Balleroy-sur-Drôme à 20 km à vol d'oiseau, est de 11,2 °C et le cumul annuel moyen de précipitations est de 924,3 mm,. Pour l'avenir, les paramètres climatiques de la commune estimés pour 2050 selon différents scénarios d'émission de gaz à effet de serre sont consultables sur un site dédié publié par Météo-France en novembre 2022.

## Urbanisme

### Typologie
Au 1er janvier 2024, Saint-Laurent-sur-Mer est catégorisée commune rurale à habitat dispersé, selon la nouvelle grille communale de densité à 7 niveaux définie par l'Insee en 2022.
Elle est située hors unité urbaine. Par ailleurs la commune fait partie de l'aire d'attraction de Bayeux, dont elle est une commune de la couronne,. Cette aire, qui regroupe 29 communes, est catégorisée dans les aires de moins de 50 000 habitants,.
La commune, bordée par la baie de Seine, est également une commune littorale au sens de la loi du 3 janvier 1986, dite loi littoral. Des dispositions spécifiques d'urbanisme s'y appliquent dès lors afin de préserver les espaces naturels, les sites, les paysages et l'équilibre écologique du littoral, tel le principe d'inconstructibilité, en dehors des espaces urbanisés, sur la bande littorale des 100 mètres, ou plus si le plan local d'urbanisme le prévoit.

### Occupation des sols
L'occupation des sols de la commune, telle qu'elle ressort de la base de données européenne d'occupation biophysique des sols Corine Land Cover (CLC), est marquée par l'importance des territoires agricoles (78,2 % en 2018), une proportion sensiblement équivalente à celle de 1990 (78,7 %). La répartition détaillée en 2018 est la suivante : 
terres arables (45,9 %), prairies (32,3 %), zones urbanisées (18,9 %), espaces ouverts, sans ou avec peu de végétation (2,2 %), forêts (0,7 %). L'évolution de l'occupation des sols de la commune et de ses infrastructures peut être observée sur les différentes représentations cartographiques du territoire : la carte de Cassini (XVIIIe siècle), la carte d'état-major (1820-1866) et les cartes ou photos aériennes de l'IGN pour la période actuelle (1950 à aujourd'hui).

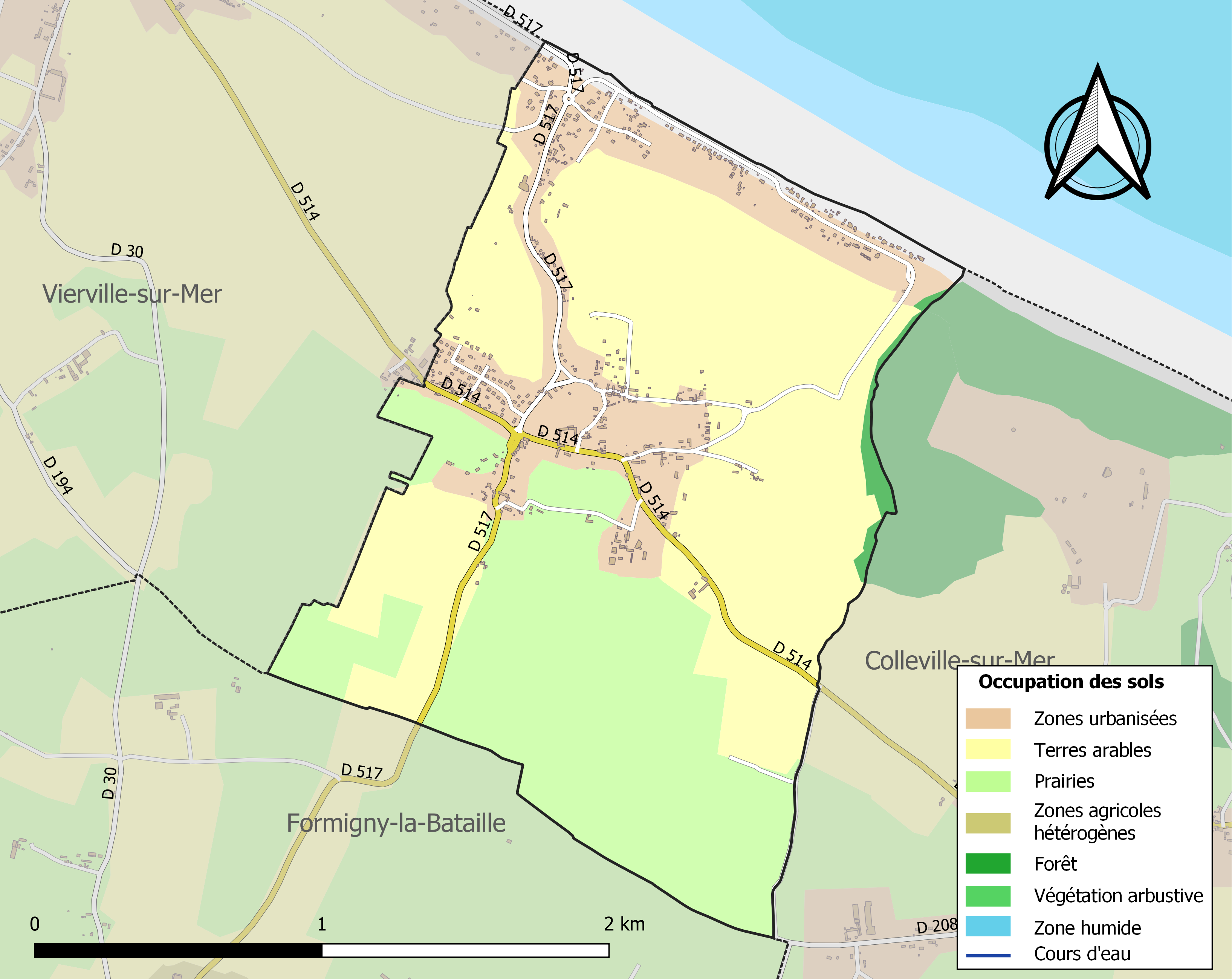
Carte des infrastructures et de l'occupation des sols de la commune en 2018 (CLC).

## Toponymie
L'hagiotoponyme de la localité est attesté sous la forme Sanctus Laurencius super Mare en 1277.
La paroisse est dédiée à Laurent de Rome, martyr du IIIe siècle.
La Manche borde la commune au nord.

## Histoire

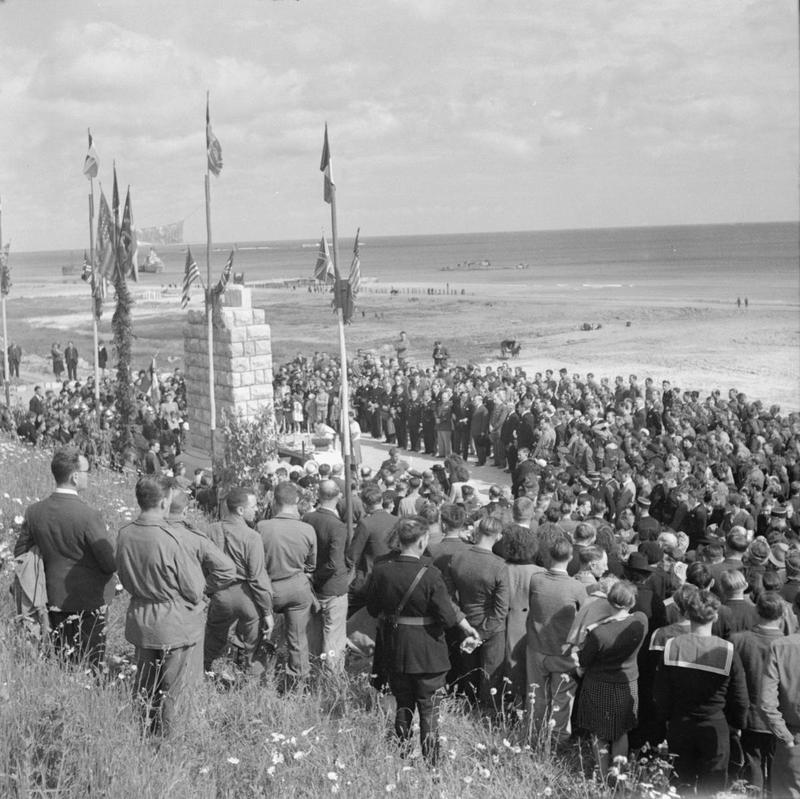
Foule de civils et militaires rassemblés en 1945 à Saint-Laurent-sur-Mer, autour du monument à la mémoire des soldats américains érigé devant la plage d'Omaha Beach, lors d'une cérémonie commémorative marquant le premier anniversaire du jour J.

Saint-Laurent-sur-Mer est avec Colleville-sur-Mer et Vierville-sur-Mer une des trois communes qui bordent la plage d'Omaha Beach « la sanglante », haut-lieu du débarquement de Normandie du 6 juin 1944. La commune est décorée de la Croix de guerre 1939-1945 par décret du 11 novembre 1948.

## Politique et administration
| Période                                  | Période      | Identité           | Étiquette | Qualité                            |
| ---------------------------------------- | ------------ | ------------------ | --------- | ---------------------------------- |
| juin 1995                                | mars 2008    | Raymond Mouquet    | SE        | Ingénieur en construction navale   |
| mars 2008                                | avril 2014   | Catherine Chartier | SE        | Gérante de société                 |
| avril 2014                               | juillet 2020 | Philippe Laillier  | SE        | Cadre dirigeant                    |
| juillet 2020                             | En cours     | Denis Madouasse    | SE        | Retraité (cadre entreprise Orange) |
| Les données manquantes sont à compléter. |              |                    |           |                                    |

Le conseil municipal est composé de onze membres dont le maire et trois adjoints.

## Démographie
L'évolution du nombre d'habitants est connue à travers les recensements de la population effectués dans la commune depuis 1793. Pour les communes de moins de 10 000 habitants, une enquête de recensement portant sur toute la population est réalisée tous les cinq ans, les populations de référence des années intermédiaires étant quant à elles estimées par interpolation ou extrapolation. Pour la commune, le premier recensement exhaustif entrant dans le cadre du nouveau dispositif a été réalisé en 2008.
En 2022, la commune comptait 262 habitants, en évolution de +3,15 % par rapport à 2016 (Calvados : +1,58 %, France hors Mayotte : +2,11 %).
Saint-Laurent-sur-Mer a compté jusqu'à 415 habitants en 1841.
| 1793 | 1800 | 1806 | 1821 | 1831 | 1836 | 1841 | 1846 | 1851 |
| ---- | ---- | ---- | ---- | ---- | ---- | ---- | ---- | ---- |
| 295  | 298  | 316  | 305  | 306  | 326  | 415  | 282  | 298  |

| 1856 | 1861 | 1866 | 1872 | 1876 | 1881 | 1886 | 1891 | 1896 |
| ---- | ---- | ---- | ---- | ---- | ---- | ---- | ---- | ---- |
| 289  | 272  | 275  | 254  | 251  | 248  | 252  | 266  | 239  |

| 1901 | 1906 | 1911 | 1921 | 1926 | 1931 | 1936 | 1946 | 1954 |
| ---- | ---- | ---- | ---- | ---- | ---- | ---- | ---- | ---- |
| 236  | 254  | 269  | 237  | 246  | 215  | 235  | 224  | 233  |

| 1962 | 1968 | 1975 | 1982 | 1990 | 1999 | 2006 | 2008 | 2013 |
| ---- | ---- | ---- | ---- | ---- | ---- | ---- | ---- | ---- |
| 199  | 174  | 161  | 188  | 163  | 184  | 229  | 242  | 243  |

| 2018 | 2022 | - | - | - | - | - | - | - |
| ---- | ---- | - | - | - | - | - | - | - |
| 268  | 262  | - | - | - | - | - | - | - |

## Économie et tourisme
La commune se situe dans la zone géographique des appellations d'origine protégée (AOP) Beurre d'Isigny et Crème d'Isigny.
Depuis mars 2010, Saint-Laurent-sur-Mer forme avec Colleville-sur-Mer et Vierville-sur-Mer un groupement de « communes touristiques ».

## Lieux et monuments
- Porte du XVIe siècle d'un ancien manoir, inscrite au titre des monuments historiques par arrêté du 15 juin 1927[29].
- Musée mémorial d'Omaha Beach.
- Monument Signal, commémorant le débarquement. Il est situé sur le front de mer, entre l'avenue de la Libération et la rue Bernard Anquetil. Il est inauguré le 6 juin 1957. Il fait partie d'une série de monuments semblables, portant le même titre, situés dans les communes où le Débarquement de 1944 eut lieu.
- Monument Les Braves réalisé par Anilore Banon sur la plage d'Omaha Beach. Il est inauguré en 2004.
- Site du Ruquet, casemate avec plaques en l'honneur du 467th Anti-aircraft Artillery Automatic Weapons Battalion, du Provisional Engineer Special Brigade Group et stèle dédiée à la 2e division d'infanterie américaine. À quelques centaines de mètres, stèle commémorant le premier aérodrome américain opérationnel en Normandie le 8 juin 1944.
- Église Saint-Laurent du XIIIe siècle.
- Bases d'un donjon rectangulaire sur motte bâti en opus spicatum et conservé sur une hauteur d'un mètre. Le site, situé au nord de l'église, est ceint d'une double circonvallation[30],[31].
- Lande dunaire, propriété du Conservatoire du littoral.
- La plage est classée Grand Site national[32] en raison de son intérêt historique.

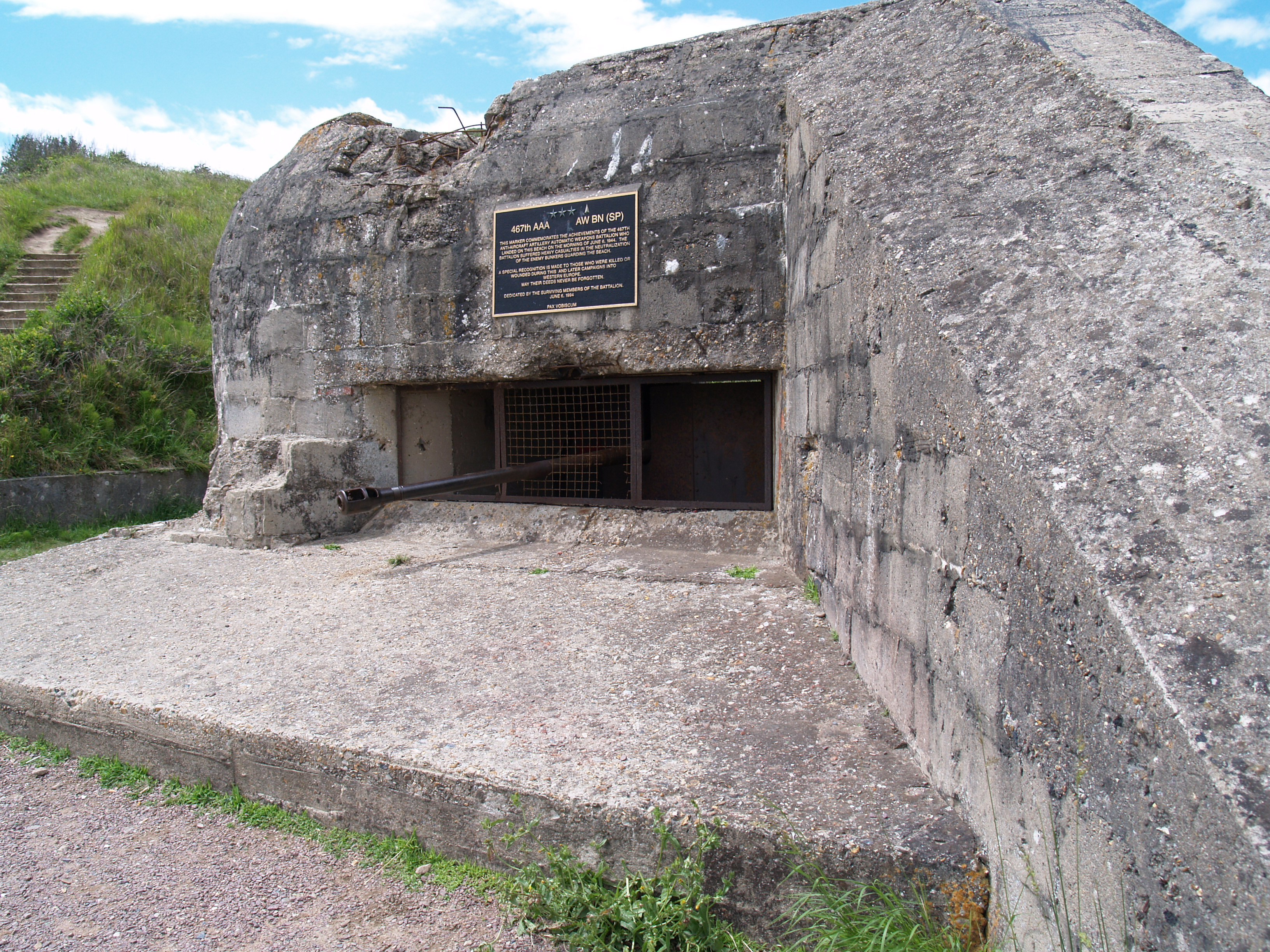
La casemate du Ruquet.
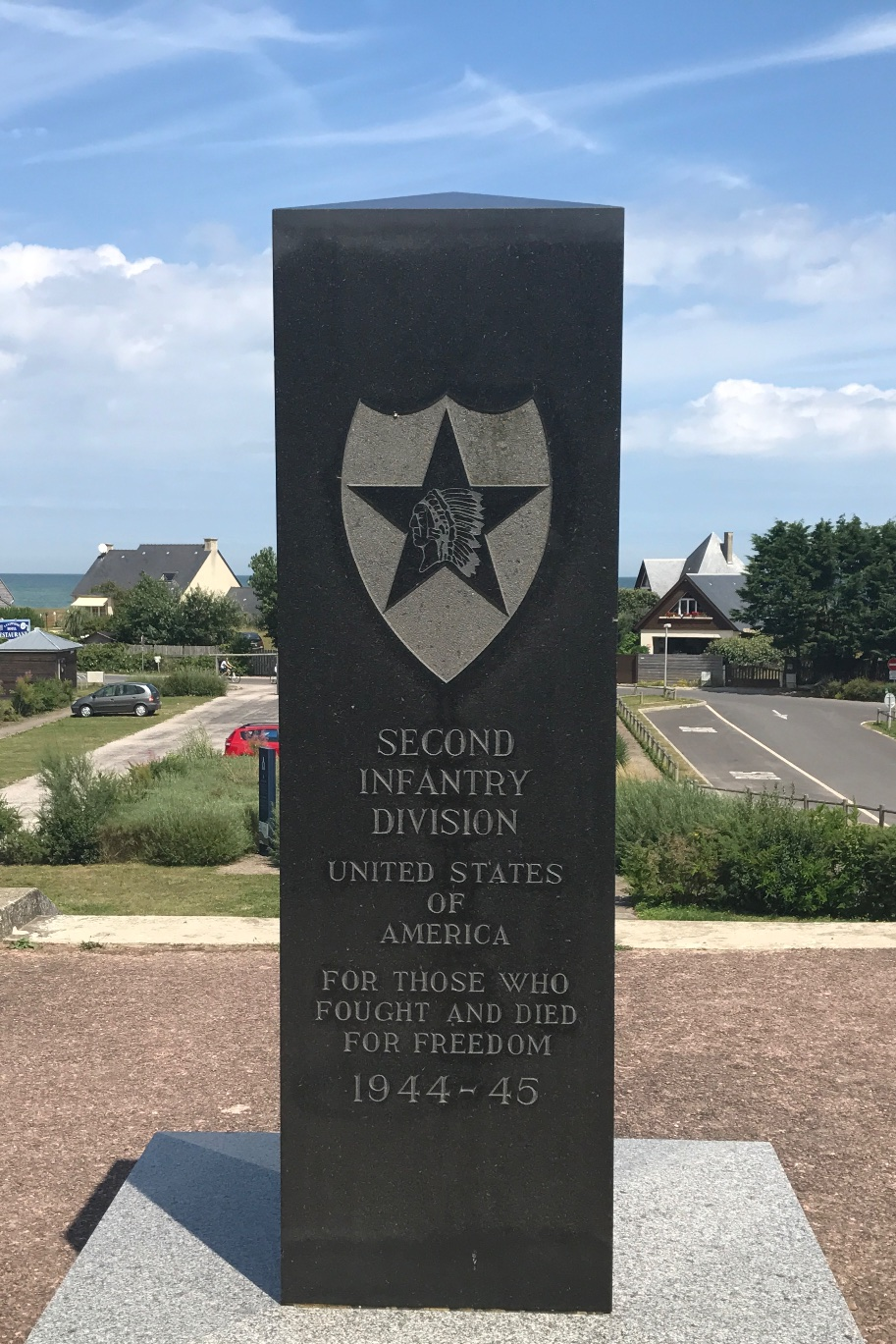
Stèle dédiée à la 2e division d'infanterie américaine.

Monument Les Braves
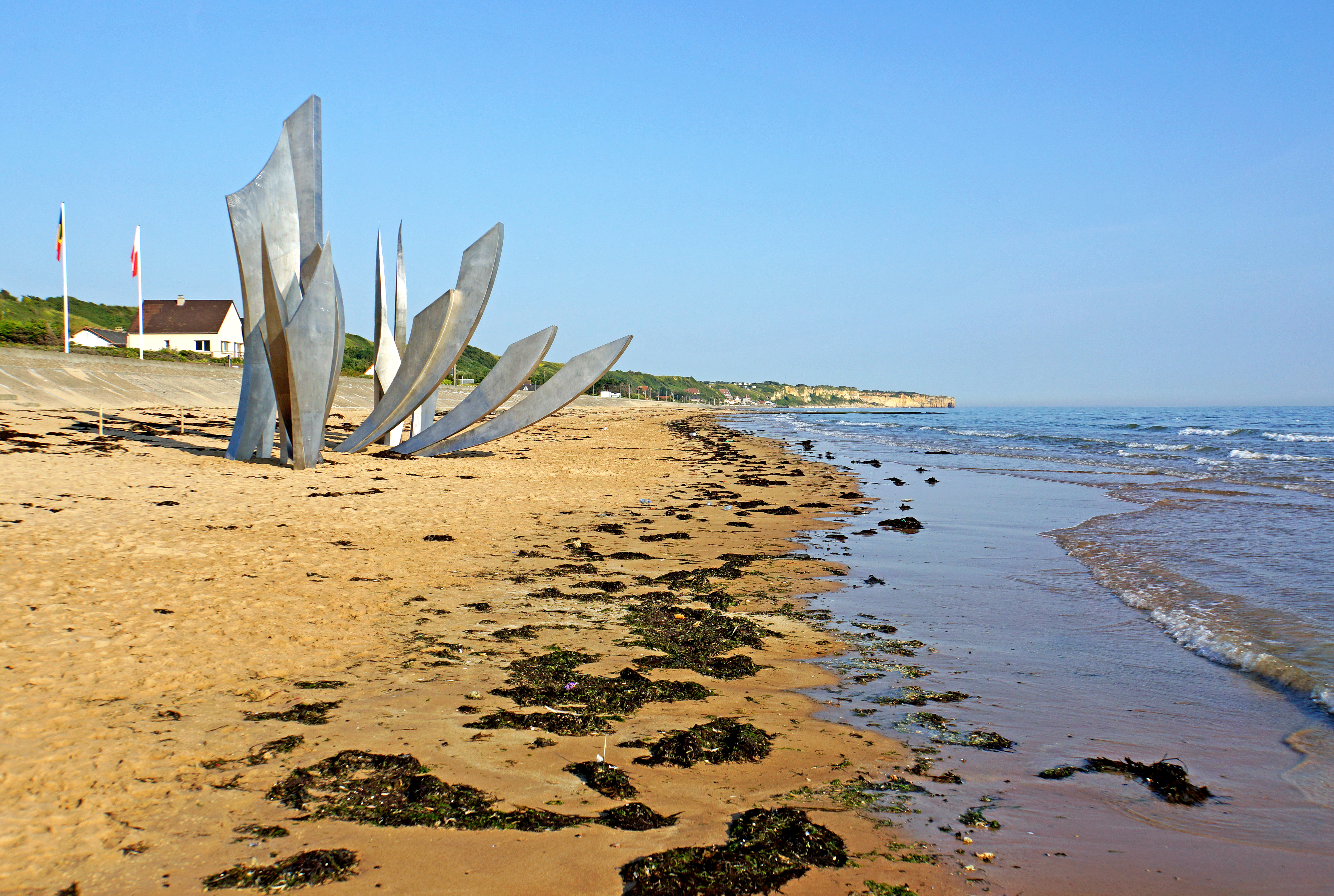
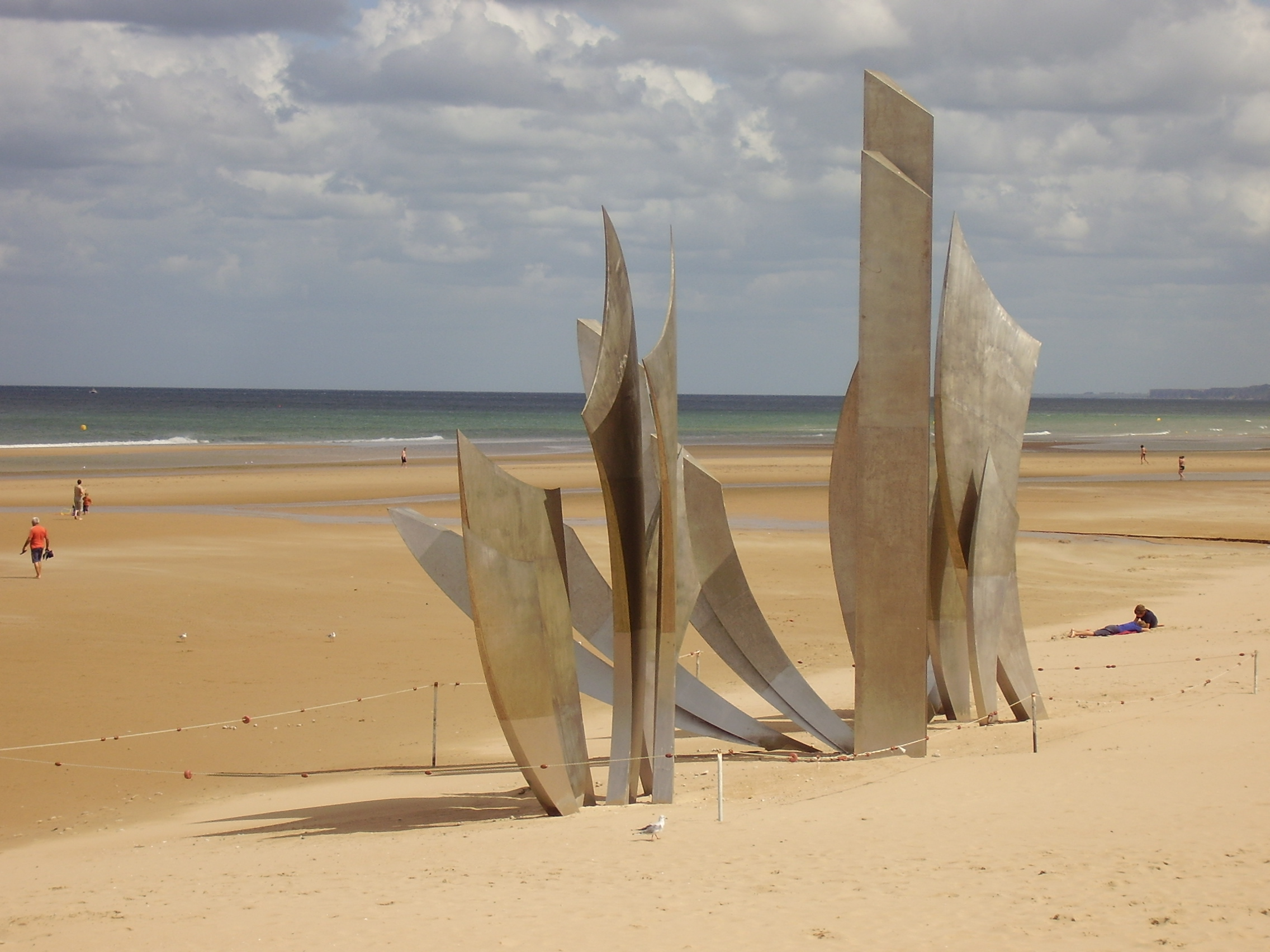
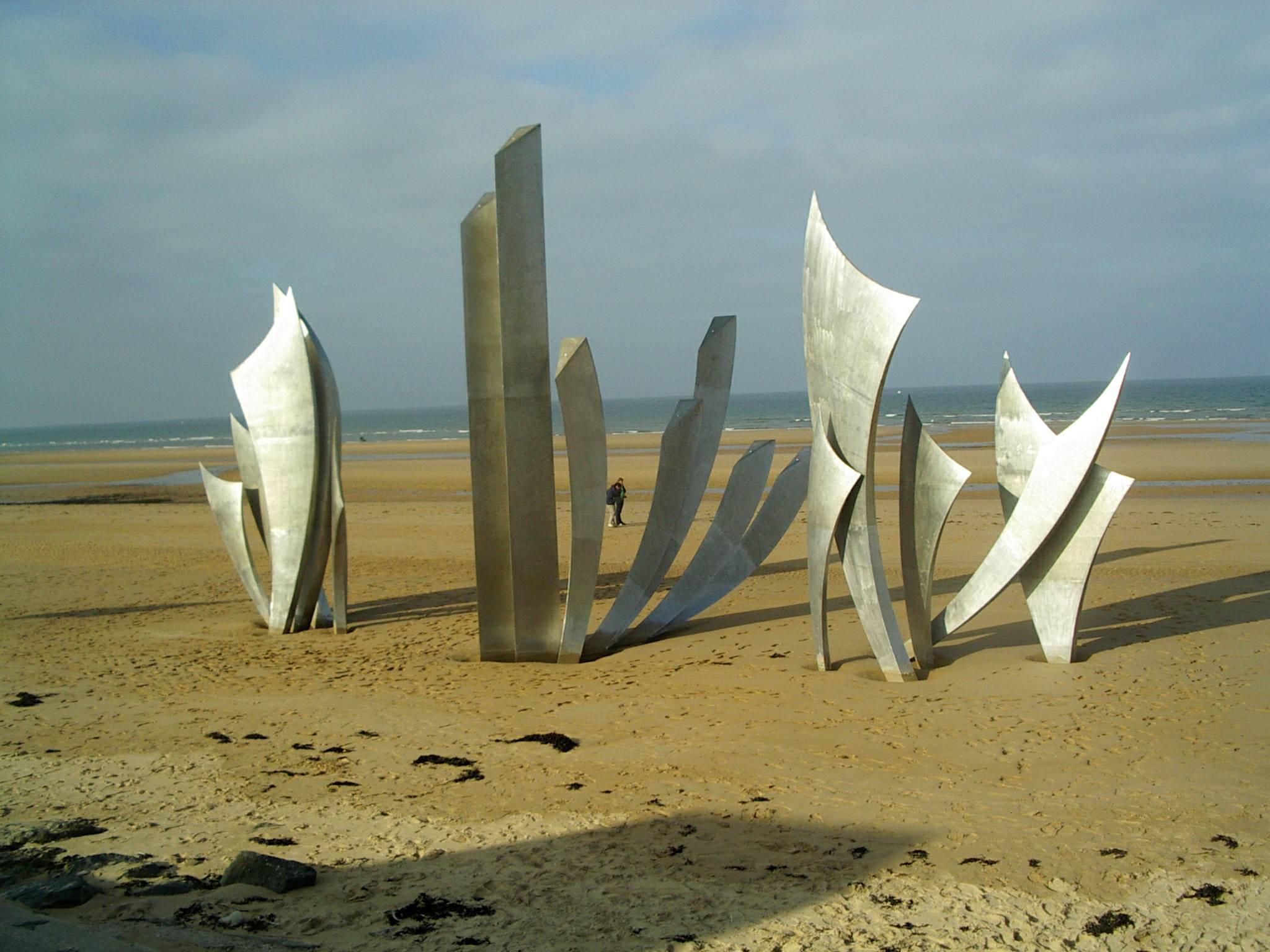
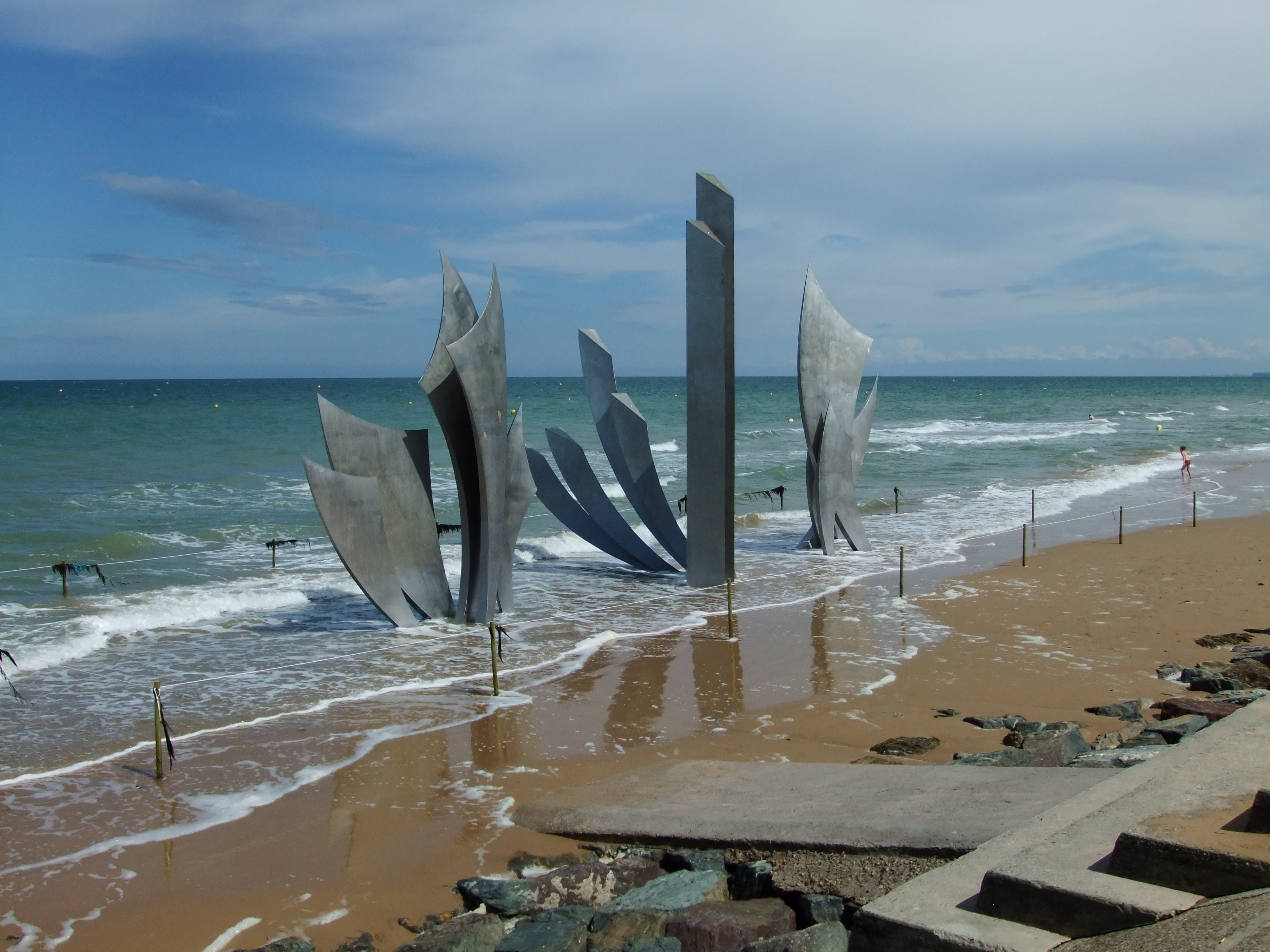
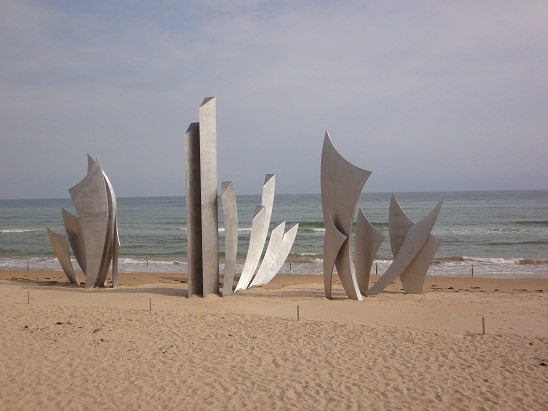
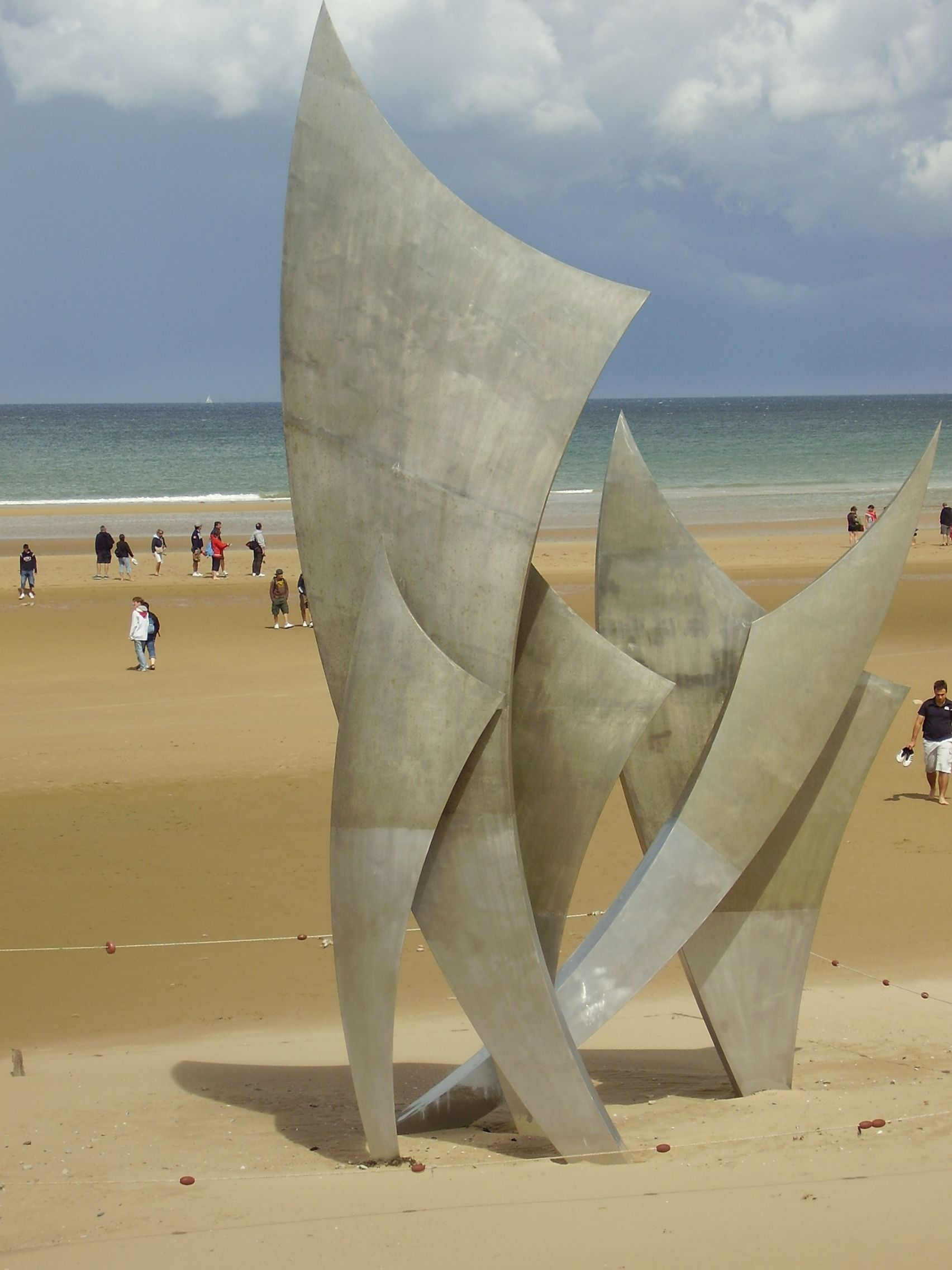
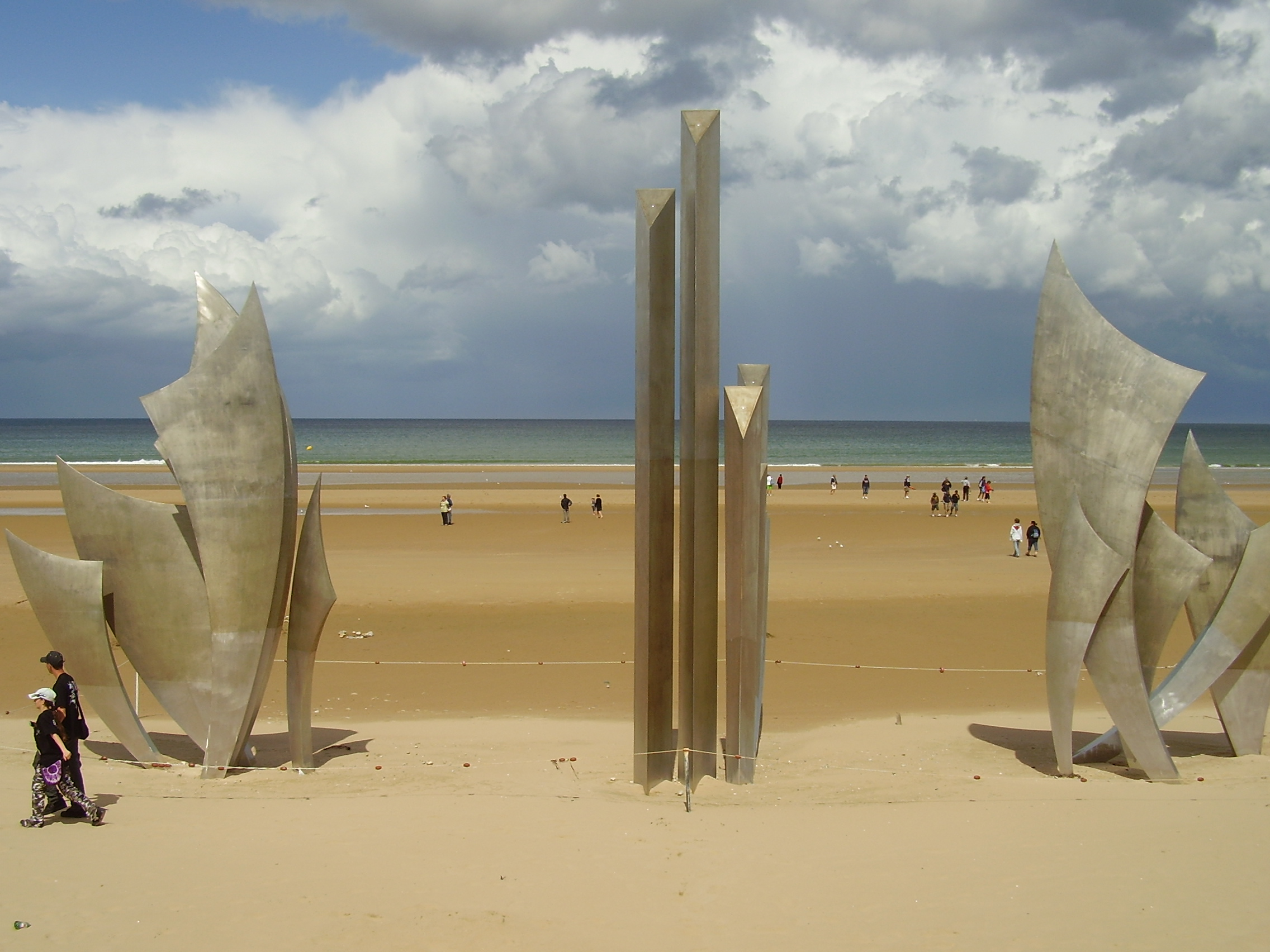